# Карлос-Техедор
Карлос-Техедор (исп. Carlos Tejedor) — город в Аргентине в провинции Буэнос-Айрес. Административный центр муниципалитета Карлос-Техедор.

## История
Населённый пункт образовался в 1905 году после того, как через эти земли прошла железная дорога и здесь была построена железнодорожная станция, вокруг которой начал расти посёлок. Станция (а через неё и город) получила своё название в честь Карлоса Техедора — бывшего министра внешних сношений, генерального прокурора Аргентины и губернатора провинции Буэнос-Айрес.

## Известные уроженцы
- Уго Орландо Гатти (род.1944) — футболист

1. ↑  https://censo.gob.ar/index.php/datos_definitivos_bsas/